# Orotina (kanton)
Orotina is een stad (ciudad) en gemeente (cantón) in de provincie Alajuela. De gemeente beslaat een oppervlakte van ongeveer 142 km² en heeft een bevolkingsaantal van 22.500 inwoners.
Orotina is onderverdeeld in vijf deelgemeenten (distrito): Orotina (de eigenlijke stad), Ceiba, Coyolar, Hacienda Vieja, Mastate.